# 중국의 이민족
중국의 이민족(中國異民族, 일본어: 中国の異民族)에서는 중국사에 등장하는 한족 및 한족을 형성한 조상 민족 이외에 주변 민족들에 대해 서술한다. 또한 여기서 취급하는 이민족에는 오랜 세월 동안 한족에 동화되었거나 현대의 한족의 조상이 포함된 경우도 있다.

## 상, 주, 춘추전국시대
- 험윤
- 서이
- 북적
- 호
- 동호

## 진, 한
- 흉노
- 정령
- 오환

## 위, 진, 남북조 시대
- 오호
  1. 흉노
  2. 갈족
  3. 선비족
  4. 저족
  5. 강족
- 정령
- 오환
- 유연
- 산월
- 서남이
- 파저
- 계족
- 이족

## 수, 당
- 선비족
- 말갈
- 습족
- 해족

## 5대 10국, 송, 원, 명, 청
- 사타
- 거란
- 여진 (만주족)
- 몽골
- 타타르
- 오이라트
- 티베트

## 같이 보기
- 사이 (동이, 서융, 남만, 북적)
- 중국의 소수민족